# Escœuilles
Escœuilles település Franciaországban, Pas-de-Calais megyében. Lakosainak száma 475 fő (2022. január 1.). Escœuilles Rebergues, Quesques, Surques, Alquines, Brunembert és Haut-Loquin községekkel határos.

## Népesség
A település népességének változása:
| Lakosok száma | 472  | 478  | 489  | 479  | 479  | 476  | 476  | 489  | 475  |
|               | 2013 | 2015 | 2016 | 2017 | 2018 | 2019 | 2020 | 2021 | 2022 |